# بخش چهاردانگه (اسلامشهر)
بخش چهاردانگه، بخشی از شهرستان اسلامشهر، از توابع استان تهران است. این بخش شامل شهر چهاردانگه و دهستان فیروزبهرام است.
شهر چهاردانگه، مرکز بخش می‌باشد. طبق سرشماری سال ۱۳۸۵، تعداد ۱۳٬۵۷۱ خانوار شامل ۵۳٬۰۴۱ نفر در این بخش ساکن بوده‌اند که از این تعداد ۲۷٬۶۱۸ نفر مرد و ۲۵٬۴۲۳ نفر آن‌ها زن بودند.
در سال ۱۳۸۴ خورشیدی روستاهای پلائین، عباس‌آباد، مرادآباد، ولی‌آباد، جعفرآباد جنگل، دینارآباد از دهستان چهاردانگه بخش چهاردانگه منتزع شده و به دهستان خلازیر بخش مرکزی شهرستان ری پیوستند.
شهرک صنعتی چهاردانگه در این بخش قرار دارد. این شهرک یکی از بزرگترین شهرک های صنعتی ایران و اختصاص به صنایع چوب دارد. قسمت شمالی این شهرک در خیابان رحیمی در سالهای اخیر به فروش مبلمان تغییر کاربری داده است. 